# Grant Avenue (Fulton Street Line)
Grant Avenue is een station van de metro van New York aan de Fulton Street Line, in het stadsdeel Brooklyn. Het station is geopend in 1956. Lijn  maakt gebruik van dit station.
 ·  ·  ·  ·  ·  ·  ·  ·  · 